# Wilhelm Schlink (Kunsthistoriker)
Wilhelm Schlink (* 25. Dezember 1939 in Bielefeld; † 29. August 2018) war ein deutscher Kunsthistoriker.

## Leben
Wilhelm Schlink war ein Sohn des evangelischen Theologen Edmund Schlink (1903–1984); sein jüngerer Bruder ist der Jurist und Schriftsteller Bernhard Schlink (* 1944). Wilhelm Schlink wuchs in Heidelberg auf, wo sein Vater ab 1946 als Professor tätig war.
Wilhelm Schlink studierte zunächst Medizin, dann fünf Semester Rechtswissenschaften, schließlich wechselte Schlink zur Kunstgeschichte und wurde 1968 an der Universität Würzburg mit der Dissertation „Die Kathedrale Sankt Mammès von Langres. Untersuchungen zur kirchlichen Baukunst des nördlichen Burgund im fortgeschrittenen 12. Jh.“ bei Herbert Siebenhüner promoviert. Anschließend war er Assistent an der Universität Hamburg, wo er 1973 mit der Habilitationsschrift „Saint-Bénigne in Dijon. Untersuchungen zur Abteikirche Wilhelms von Volpiano (962–1031)“ habilitiert wurde.
1974/75 vertrat er eine Professur an der Universität Kiel, 1975 wurde er Professor an der Universität Frankfurt, 1979 an der Universität Trier. Von 1984 an lehrte er am Kunsthistorischen Institut der Universität Freiburg und wurde dort mit Ende des Wintersemesters 2004/05 emeritiert.
Er hielt Gastvorlesungen an der Universität Leipzig (1985 und 1990), an der Hebräischen Universität Jerusalem (1992), an der Universität Paris 1 Panthéon-Sorbonne (1988) und an der Scuola Normale Superiore di Pisa (1998).
Zu seinen Forschungsgebieten zählten die Baukunst und Bildkünste des Mittelalters in Frankreich, die Kunstgeschichte des Oberrheins, die Geschichte der kunstgeschichtlichen Disziplin im 19. Jahrhundert, insbesondere Jacob Burckhardt, Selbstdarstellung der Bildenden Kunst im 19. und 20. Jahrhundert sowie methodologische Austauschprozesse in der Kunstgeschichte Frankreichs und Deutschlands.

## Veröffentlichungen (Auswahl)
- Zwischen Cluny und Clairvaux. Die Kathedrale von Langres und die burgundische Architektur des 12. Jahrhunderts (= Beiträge zur Kunstgeschichte Band 4). de Gruyter, Berlin 1970 (= Dissertation Universität Würzburg 1968).
- Saint-Benigne in Dijon. Die Abteikirche des Wilhelm von Volpiano (962–1031), Gebrüder Mann, Berlin 1978, ISBN 3-786-11139-1 (= Habilitationsschrift Universität Hamburg 1974).
- Die Kathedralen Frankreichs (= Heyne Stilkunde Band 12). Heyne, München 1982, ISBN 3-453-41253-2.
- Jacob Burckhardt und die Kunsterwartung im Vormärz (= Frankfurter historische Vorträge, Band 8). Steiner, Wiesbaden 1982, ISBN 3-515-03659-8.
- Der Beau-Dieu von Amiens. Das Christusbild der gotischen Kathedrale. Insel, Frankfurt am Main 1991, ISBN 3-458-33016-X.
- Ein Bild ist kein Tatsachenbericht. Le Bruns Akademierede von 1667 über Poussins Mannawunder. Rombach, Freiburg im Breisgau 1996, ISBN 3-7930-9139-2.
- (Hrsg.): Wilhelm Vöge und Frankreich. Akten des Kolloquiums aus Anlaß des 50. Todestages von Wilhelm Vöge (16.2.1868–30.12.1952) am Freitag, 2. Mai 2003. Freiburg 2004, ISBN 3-00-012900-6.
- Tizian. Leben und Werk. C. H. Beck, München 2008, ISBN 3-406-56883-1.